# 普罗布真尼亚 (赫尔松州)
46°25′44″N 34°50′36″E / 46.42889°N 34.84333°E
普羅布真尼亞（直译：唤醒）是位於烏克蘭南部的村莊，由赫爾松州海尼切斯克區的海尼切斯克市镇負責管轄。該村始建於1925年，面積20.3平方公里，海拔高度23米，2001年人口116，人口密度每平方公里5.7人。